# Jheronimus de Clibano

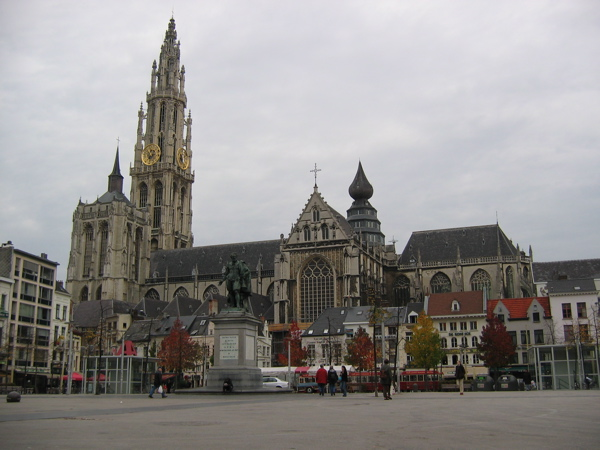
Clibano provavelmente trabalhou na Catedral de Nossa Senhora em Antuérpia.

Jheronimus de Clibano (Jherome Du Four) ('s-Hertogenbosch, c. 1459 – entre 26 de março e 16 de maio de 1503) foi um compositor e cantor franco-flamengo do Renascimento. Ele foi membro da Grande chapelle dos Habsburgos, o notável coro de Filipe I de Castela, juntamente com Pierre de la Rue.

## Vida

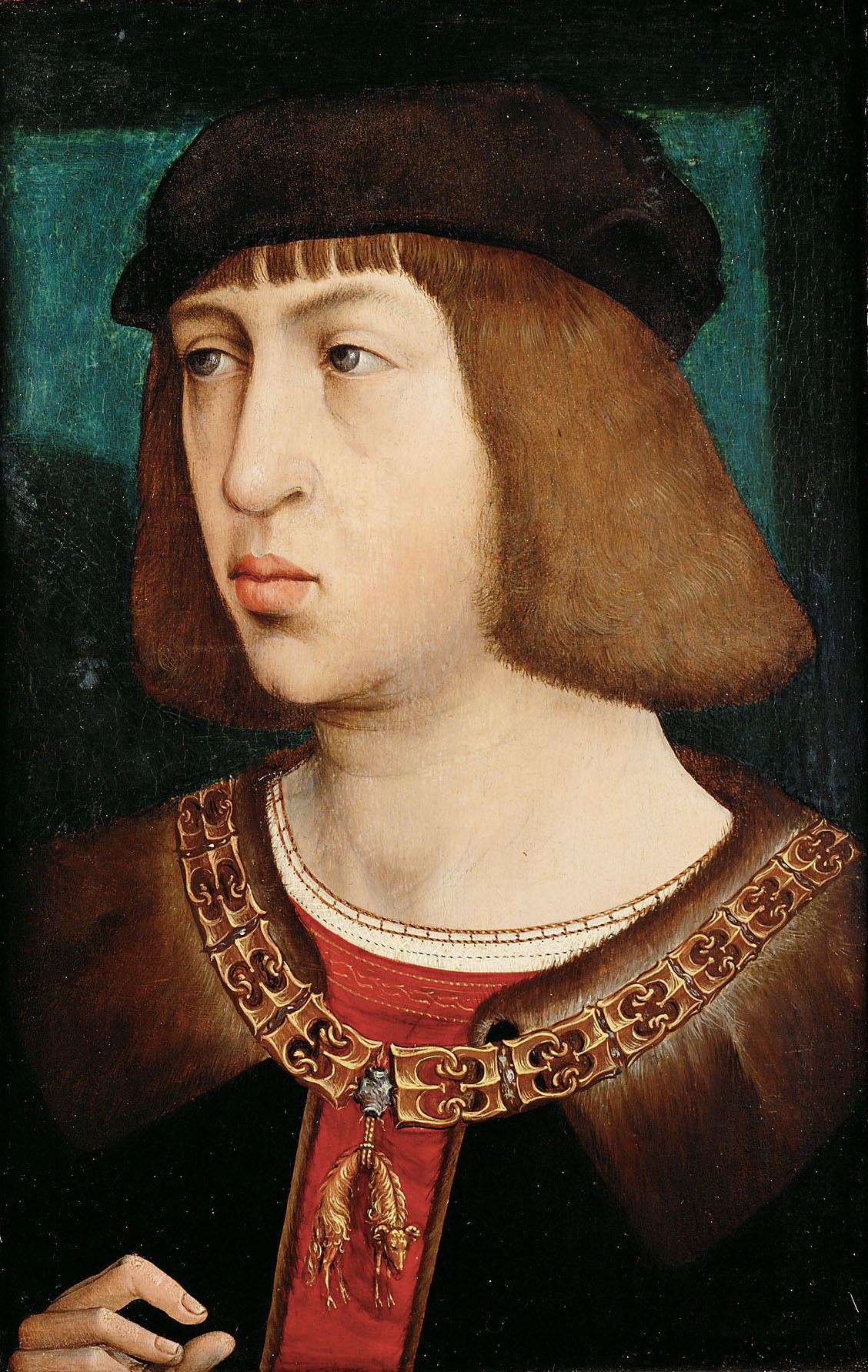
Filipe I de Castela foi um dos empregadores de Clibano.

Clibano fazia parte de uma família de músicos: seu pai, Nycasius de Clibano e irmão de Jan de Clibano foram também cantores; enquanto seu pai era conhecido por ser um compositor, Jan não era.  Jheronimus nasceu em 's-Hertogenbosch. Sua exata formação musical não é conhecida, mas é razoável presumir-se que ele aprendeu música com seu pai, e que provavelmente tenha treinado no coro de uma escola local, como era comum aos compositores e cantores daquela época. Entre novembro de 1484 e início de 1488, ele foi  cantor da Confraria de Nossa Senhora (Illustre Lieve Vrouwe Broederschap) em 's-Hertogenbosch. Mudou-se para Bruges, onde foi nomeado segundo-chantre na Catedral de São Donatian (destruída em 1799). Registros indicam que ele foi acusado de negligência, e afastado do seu posto em 1497. Em 1499, provavelmente trabalhou na Catedral de Nossa Senhora em Antuérpia, em substituição a outro empregado, o renomado compositor Jacob Obrecht.
Filipe I de Castela contratou Clibano para a sua Grande chapelle como cantor em 6 de agosto de 1500, no mesmo dia da contratação de Alexander Agricola, como compositor.  A lista de pagamentos da época, registra que Clibano foi promovido rapidamente, ultrapassando os vencimentos de Agricola, porém, nunca atingiu o nível de Pierre de la Rue.  Enquanto esteve empregado na Grande chapelle, viajou para a Espanha, mas morreu durante a viagem de volta, possivelmente em Lyon, ou em outro local por onde tenha passado. O último registro que consta ele estar vivo data de 25 de março de 1503 e em 15 de maio os registros indicam que ele já era falecido.

## Música
Três obras são atribuídas a Clibano. A primeira, e mais confiável, é um moteto para quatro vozes, Festivitatem dedicationis, que foi escrito para a dedicação de uma igreja. As outras peças são uma missa em cantus firmus baseada em Asperges me, Missa Et super nivem dealbabor, e também um Credo de villagiis (publicado por Ottaviano Petrucci em 1505). Tanto a missa, quanto o Credo podem, na verdade, ser do pai de Clibano, Nycasius.